# Пиргос (Элида)
Пи́ргос (греч. Πύργος — «башня») — город в Греции, на западе полуострова Пелопоннеса, административный центр одноимённой общины и периферийной единицы Элиды в периферии Западной Греции. Расположен на высоте 15 метров над уровнем моря, в четырёх километрах от побережья залива Кипарисиакоса Ионического моря, в девятнадцати километрах к западу от Древней Олимпии и в трёхстах пятидесяти километрах к западу от Афин. Порт города — Катаколон. Согласно переписи 2011 года, в городе насчитывалось 24 359 жителей, в то время как общая численность населения муниципалитета составляла 47 995 жителей. Наличие порта Катаколон сделало Пиргос развитым коммерческим центром региона.

## История

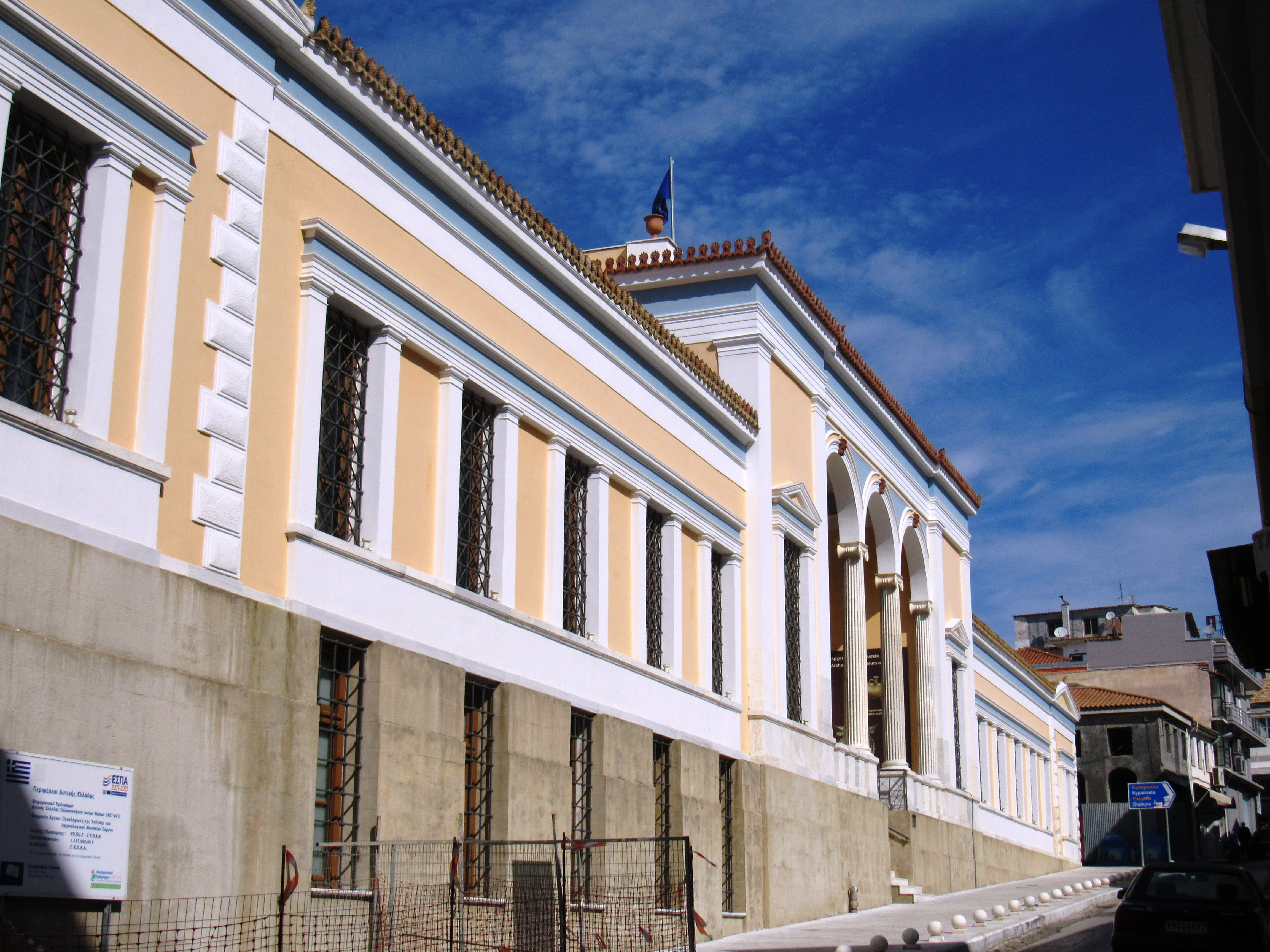
Здание Муниципального рынка, 1890, архитектор Эрнст Циллер. С 2005 года — Археологический музей Пиргоса

Пиргос впервые упоминается в 1778 году. Считается, что получил название от башни, построенной в 1512 году беем Георгиосом (Иоанном) Цернотасом (Γεώργιος ή Ιωάννης Τσερνωτάς, ум. 1535). Во время Революции 1821 года Пиргос сыграл важную роль в национальной борьбе за независимость Греции. Это был первый греческий город, разрушенный османскими завоевателями.

## Достопримечательности
Здание железнодорожной станции Пиргос построено в 1880—1890 годах в неоклассическом стиле с черепичной крышей.
В центре города в неоклассическом здании, построенном в 1890 году по проекту Эрнста Циллера, расположен археологический музей. Прежде в здании находился муниципальный рынок, а в 2005 году в нём был открыт музей. Там же в центре города расположен общественный театр «Аполлон», построенный в последней четверти XIX века в неоклассическом стиле.

## Транспорт

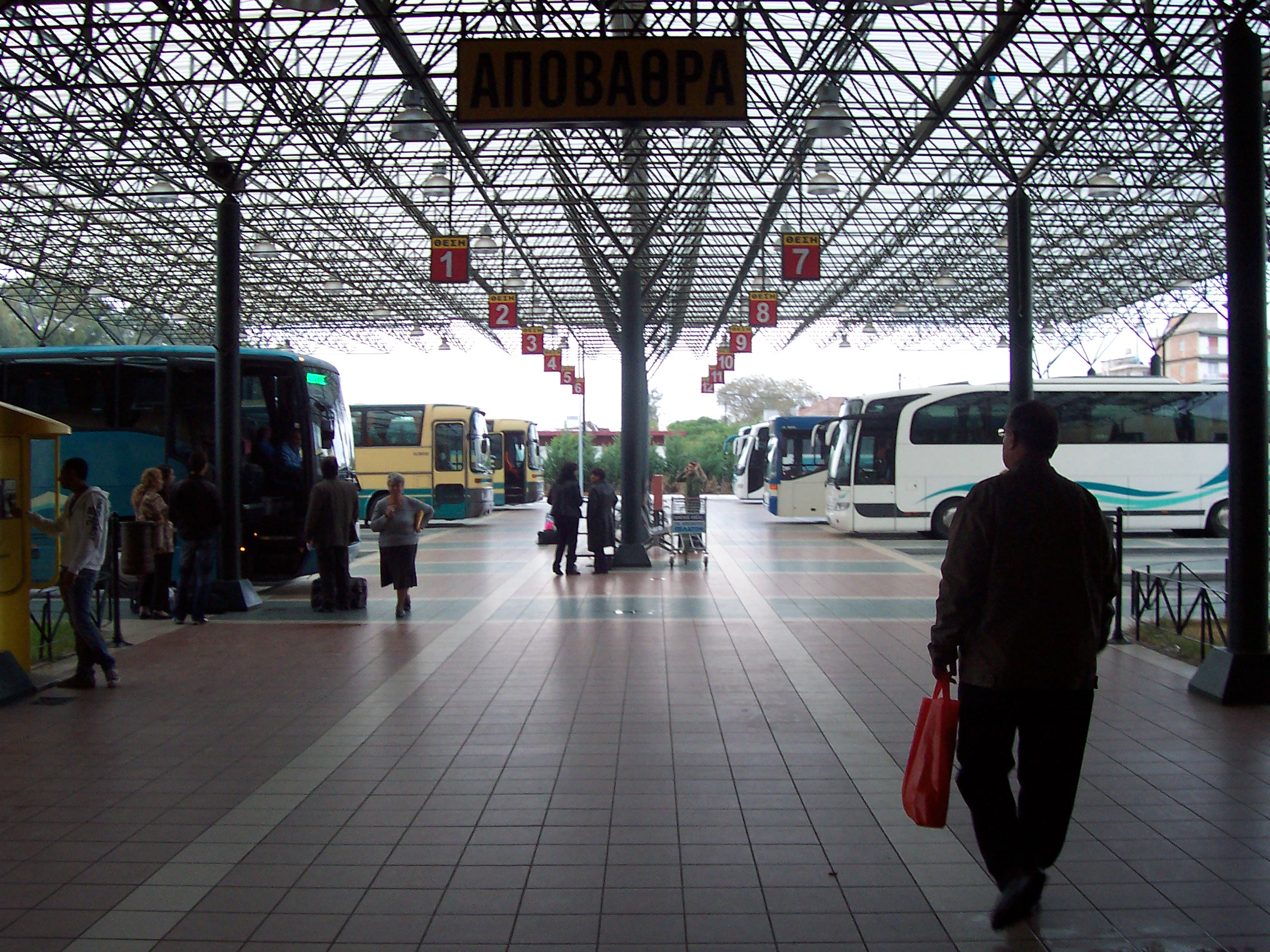
Автобусный терминал в Пиргосе

Станция Пиргос обслуживает железнодорожную линию Катаколон — Олимпия. Железнодорожная линия Патры — Кипарисия закрыта в 2011 году.

## Сообщество Пиргос
Сообщество Пиргос создано в 2001 году.
В местное сообщество Пиргос входят пять населённых пунктов. Население 25 180 жителей по переписи 2011 года. Площадь 45,483 квадратного километра.
| Населённый пункт | Население (2011), человек |
| ---------------- | ------------------------- |
| Антопиргос       | 260                       |
| Кавасилакия      | 111                       |
| Пиргос           | 24 359                    |
| Синдриада        | 209                       |
| Трагано          | 241                       |

## Население
| Год  | Население, человек |
| ---- | ------------------ |
| 1991 | 29 427             |
| 2001 | 24 245             |
| 2011 | ↗ 24 359           |